# 小行星8293
小行星8293（英語：8293）是一颗围绕太阳公转的小行星。1992年10月19日，上田清二、金田宏在钏路市发现了此天体。
这颗小行星的绝对星等为113.39483等。